# Kietlicz
Kietlicz (Kiczka, Kyczka, Kitschka) – herb szlachecki.
- Opis herbu:

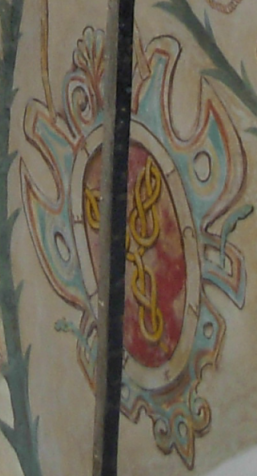
Herb Kietlicz w zamku w Baranowie Sandomierskim

Kietlicz I : W polu złotem; trzy złote sznury w ósemkę złożone: dwa i jeden, w środku tarczy stykające się. Klejnot: trzy pióra strusie.
Kietlicz II : W polu czerwonem; trzy złote sznury w ósemkę złożone: dwa i jeden, w środku tarczy stykające się. Klejnot: trzy pióra strusie.
- Najwcześniejsze wzmianki:

Powstał w XIV wieku. 
- Legenda herbowa

Według legendy rodowej Kietlicze (Kittlitz) pochodzili od książąt słowiańskich. Jeden z książąt miał czterech synów, kiedy najstarszy z nich został władcą wypędził pozostałych braci z kraju. Wtedy to ich matka dała im na drogę złoty łańcuch na szyję, który podzielili na trzy części. W ten sposób miała powstać druga odmiana herbu Kietlicz, pierwsza odmiana herbu w Polsce składała się na trzy złote pętle w rozstrój na złotej tarczy.
- Herbowni:

Brem, Cygan, Kietlicz, Owelt, Owilski, Pilli, Pluzeński, Preteszewski, Preteszowski, Przedwolszowski, Rajmir, Rajski, Rayski, Skedziński, Skidziński, Skiedeński, Skierkowski, Stresz, Studeński, Zagan, Zigan